# Langhubstoßdämpfer
Ein Langhubstoßdämpfer ist ein Bauteil eines Eisenbahngüterwagens, das als zusätzliche Stoßverzehreinrichtung dafür zuständig ist, empfindliches Ladegut vor Belastungsspitzen zu schützen, die im Rangierdienst auftreten können. Langhubstoßdämpfer sind Teil der Zug- und Stoßeinrichtung.

## Gründe zum Einbau eines Langhubstoßdämpfers
Das Problem im normalen Rangierbetrieb ist, dass beim Ablaufen und Abstoßen auf den Wagen in Wagenlängsrichtung Kräfte bis zum Vierfachen der Gewichtskraft (4 G) auftreten dürfen, während in der Zugkomposition während der Fahrt, nur 1 G auftritt. Diese 4 G können für eine empfindliche Ladung zu hoch sein oder können nur mit einem sehr hohen Sicherungsaufwand gehalten werden (Zum Veranschaulichen: Zum Sichern eines 10 Tonnen schweren Maschinenbauteils benötigt man je Wagenlängsrichtung Sicherungsmittel, mit denen man die vierfache Masse – also 40 Tonnen – anheben könnte). Die Lösung des Transports als Vorsichtwagen mit Ablauf- und Abstoßverbot ist teuer und verlängert in der Regel die Transportzeit. Aus diesem Grund wird gerade für regelmäßige Verkehre eine Lösung angestrebt, bei der diese 4 G vom Ladegut abgehalten und auf 1 G begrenzt werden, der Wagen aber trotzdem normal behandelt werden kann. Neben dem gleitenden Verlad ist der Einbau einer Stoßverzehreinrichtung in den Wagen eine mögliche Lösung dieses Problems.

## Aufbau des Wagens
Vereinfacht gesagt, wird beim Wagen die Ladefläche vom Untergestell so entkoppelt, dass sich beide zueinander in Wagenlängsrichtung verschieben können. Diese Bewegung wird durch eine Dämpfungseinrichtung – den eigentlichen Langhubstoßdämpfer – abgebremst. Der Impuls des auflaufenden Wagens und das Trägheitsmoment der Ladung wird somit über den Langhubstoßdämpfer soweit abgebaut, dass nur noch 1 G auf die Ladung wirken. Wegen der Bewegung der Ladefläche gegen den Unterbau gibt es bei diesen Wagen einen zusätzlichen Freiraum, der zwingend frei gehalten werden muss.
Dieser ist in Europa entsprechend mit einer Warnmarkierung gekennzeichnet, gemäß UIC ist diese freizuhaltende Fläche gelb mit schwarzen Diagonalstreifen zu kennzeichnen.

## Kennzeichnung
Wagen, die mit einem Langhubstoßdämpfer ausgerüstet sind, tragen gemäß UIC-Bauart-Bezeichnungssystem für Güterwagen den Kennbuchstaben j.

## Anwendungen
Der Langhubstoßdämpfer kommt in der Regel nur in wenigen Spezialwagen zum Einsatz. Zahlenmäßig am verbreitetsten ist er bei den Containertragwagen, aber auch bei diesen ist nur ein kleiner Anteil der gesamten Wagenflotte damit ausgestattet. 